# Нбангуи, Жюль-Фонтейн Самбва Пида
Жюль-Фонтейн Самбва Пида Нбангуи (12 ноября 1940 — 4 марта 1998) — заирский политик, глава правительства страны с марта по ноябрь 1988 года.

## Карьера
- 1967–1969 — секретарь по экономическим вопросам бюро президента;
- директор-адъютант бюро президента[1]
- 1969–1970 — секретарь Центрального банка;
- 1970–1977 — председатель Центрального банка;
- 1979–1980 — директор-адъютант бюро президента;
- 1980–1985 — председатель Центрального банка;
- 1985 — министр экономики и промышленности;
- 1985–1987 — министр планирования[2];
- 1987–1988 — вице-премьер-министр;
- 1988 — премьер-министр;
- 1988–1990 — председатель Счетной палаты;
- 1997 — министр финансов в правительстве Этьена Тшисекеди[3].